# 上彼得羅夫齊市鎮

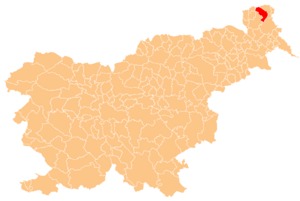

46°48′N 16°13′E / 46.800°N 16.217°E
上彼得羅夫齊市鎮，是斯洛文尼亞東北部的一個市鎮，行政中心为上彼得羅夫齊。傳統上屬於普雷克穆列地區。市镇面積为67平方公里，2010年人口数量为2,175人，人口密度每平方公里33人。